# Calendrier de la saison de cyclo-cross masculine 2018-2019
Navigation
2017-2018 2019-2020
Le calendrier de la saison de cyclo-cross masculine 2018-2019 regroupe des courses de cyclo-cross débutant le 25 août 2018 et finissant le 24 février 2019. Les épreuves individuelles sont classées en cinq catégories. La plus haute catégorie regroupe les épreuves de la coupe du monde (CDM), qui donne lieu à un classement. Derrière elles, on retrouve les courses de catégorie C1 et C2, qui attribuent des points pour le classement mondial, ensuite les courses réservées aux moins de 23 ans, appelés également espoirs (catégorie CU) et enfin les courses pour les juniors (catégorie CJ). On retrouve également les championnats nationaux (CN) qui sont organisés dans une trentaine de pays.

## Calendrier

### Août
| Date | Course                                        | Classe | Vainqueur   | Équipe          |
| ---- | --------------------------------------------- | ------ | ----------- | --------------- |
| 25   | Cyclo-cross National Series Round 8, Victoria | C2     | Jens Dekker | Corendon-Circus |
| 26   | Cyclo-cross National Series Round 9, Victoria | C2     | Jens Dekker | Corendon-Circus |

### Septembre
| Date | Course                                      | Classe | Vainqueur          | Équipe                         |
| ---- | ------------------------------------------- | ------ | ------------------ | ------------------------------ |
| 1    | Deschutes Brewery's GO Cross #1, Roanoke    | C2     | Kerry Werner       | Kona                           |
| 2    | Qiansen trophy Aohan Station, Aohan County  | C1     | Gosse van der Meer | Bombtrack Bicycles             |
| 2    | Deschutes Brewery's GO Cross #2, Roanoke    | C2     | Kerry Werner       | Kona                           |
| 8    | Rochester Cyclocross #1, Rochester          | C1     | Stephen Hyde       | Cannondale p/b CyclocrossWorld |
| 9    | Rochester Cyclocross #2, Rochester          | C2     | Stephen Hyde       | Cannondale p/b CyclocrossWorld |
| 15   | Nittany Lion Cross #1, Breinigsville        | C2     | Kerry Werner       | Kona                           |
| 16   | EKZ Cross Tour #1, Baden                    | C1     | David van der Poel | Corendon-Circus                |
| 16   | Nittany Lion Cross #2, Breinigsville        | C2     | Matthieu Boulo     | Pays de Dinan                  |
| 16   | Brico Cross Geraardsbergen, Eeklo           | C2     | Lars van der Haar  | Telenet-Fidea Lions            |
| 19   | RenoCross, Reno                             | C1     | Lance Haidet       | Donnelly Cycling               |
| 21   | Trek Cup, Waterloo                          | C2     | Quinten Hermans    | Telenet-Fidea Lions            |
| 23   | Radcross Illnau, Illnau                     | C2     | David van der Poel | Corendon-Circus                |
| 23   | Coupe du monde de cyclo-cross #1, Waterloo  | CDM    | Toon Aerts         | Telenet-Fidea Lions            |
| 28   | Toi Toi Cup #1, Uničov                      | C1     | Vincent Baestaens  | Tremelo                        |
| 28   | Jingle Cross #1, Iowa City                  | C2     | Diether Sweeck     | Pauwels Sauzen-Vastgoedservice |
| 29   | GP Poprad, Poprad                           | C1     | Marcel Meisen      | Corendon-Circus                |
| 29   | Coupe du monde de cyclo-cross #2, Iowa City | CDM    | Toon Aerts         | Telenet-Fidea Lions            |
| 30   | Jingle Cross #2, Iowa City                  | C1     | Nicolas Cleppe     | Telenet-Fidea Lions            |
| 30   | KMC Cross Fest, Thompsonville               | C2     | Lane Maher         | Cannondale p/b CyclocrossWorld |

### Octobre
| Date | Course                                                               | Classe | Vainqueur                 | Équipe                          |
| ---- | -------------------------------------------------------------------- | ------ | ------------------------- | ------------------------------- |
| 6    | Cyclo-Cross International de la Solidarité de Lutterbach, Lutterbach | C2     | David van der Poel        | Corendon-Circus                 |
| 6    | Toi Toi Cup #2, Hlinsko                                              | C2     | Jan Nesvadba              | ČEZ Cyklo Team Tábor            |
| 6    | Charm City Cross #1, Baltimore                                       | C1     | Kerry Werner              | Kona                            |
| 6    | Brico Cross Berencross, Meulebeke                                    | C2     | Mathieu van der Poel      | Corendon-Circus                 |
| 6    | West Sacramento Cyclocross GP #1, West Sacramento                    | C2     | Anthony Clark             | Squidbikes                      |
| 7    | Charm City Cross #2, Baltimore                                       | C2     | James Driscoll            |                                 |
| 7    | Kronborg Cyclocross, Helsingor                                       | C2     | Benjamin Wittrup Justesen |                                 |
| 7    | West Sacramento Cyclocross GP #2, West Sacramento                    | C2     | Cody Kaiser               | LangeTwins                      |
| 7    | Grand Prix Rakova, Raková                                            | C2     | Emil Hekele               |                                 |
| 7    | National Trophy Series #1, Derby                                     | C2     | Braam Merlier             | Creafin-Tüv Süd                 |
| 7    | EKZ CrossTour #2, Aigle                                              | C1     | Vincent Baestaens         | Tremelo                         |
| 7    | Brico Cross Hotondcross - GP Mario De Clercq, Renaix                 | C1     | Mathieu van der Poel      | Corendon-Circus                 |
| 7    | Bioracer International Cyclo-cross, Belfast                          | C2     | David Conroy              | Scott Eurocycles.com            |
| 8    | Ibaraki Cyclo-cross Toride Stage, Nakauchi                           | C2     | Hijiri Oda                |                                 |
| 13   | Toi Toi Cup #3, Jičín                                                | C2     | Jan Nesvadba              | ČEZ Cyklo Team Tábor            |
| 13   | CRAFT Sportswear Gran Prix of Gloucester #1, Gloucester              | C2     | Curtis White              | Cannondale-Cyclocrossworld.com  |
| 13   | Brico Cross Rapencross, Lokeren                                      | C2     | Daan Soete                | Pauwels Sauzen-Vastgoedservice  |
| 13   | US Open of Cyclocross #1, Boulder City                               | C2     | Gage Hecht                |                                 |
| 14   | CRAFT Sportswear Gran Prix of Gloucester #2, Gloucester              | C2     | Curtis White              | Cannondale-Cyclocrossworld.com  |
| 14   | US Open of Cyclocross #2, Boulder City                               | C2     | Brannan Fix               |                                 |
| 14   | Coupe de France de cyclo-cross juniors #1, Razès                     | CJ     | Théo Thomas               | La Pédale d'Alsace              |
| 14   | Coupe de France de cyclo-cross espoirs #1, Razès                     | CU     | Eddy Finé                 | VC Villefranche Beaujolais      |
| 14   | Coupe de France de cyclo-cross #1, Razès                             | C2     | Francis Mourey            | S1neo Connect                   |
| 14   | Ciclocross International Xaxancx, Marín                              | C2     | Felipe Orts               | Delikia-Ginestar                |
| 14   | Superprestige juniors #1, Gieten                                     | CJ     | Witse Meeussen            |                                 |
| 14   | Superprestige #1, Gieten                                             | C1     | Mathieu van der Poel      | Corendon-Circus                 |
| 18   | Kermiscross, Ardooie                                                 | C2     | Wout van Aert             | Cibel-Cebon Offroad             |
| 20   | Superprestige juniors #2, Boom                                       | CJ     | Lennert Belmans           | IKO-Beobank                     |
| 20   | Superprestige #2, Boom                                               | C2     | Mathieu van der Poel      | Corendon-Circus                 |
| 20   | Sherbrooke CX #1, Sherbrooke                                         | C2     | Gunnar Holmgren           | Hardwood Next Wave Cycling Team |
| 20   | DCCX #1, Washington DC                                               | C2     | Kerry Werner              | Kona                            |
| 20   | Grand Prix Podbrezová, Podbrezová                                    | C2     | Braam Merlier             | Creafin-Tüv Süd                 |
| 21   | Sherbrooke CX #2, Sherbrooke                                         | C2     | Gunnar Holmgren           | Hardwood Next Wave Cycling Team |
| 21   | DCCX #2, Washington DC                                               | C2     | Kerry Werner              | Kona                            |
| 21   | Trofeo Nuovi Investimenti, Cles                                      | C2     | Matteo Vidoni             |                                 |
| 21   | Stockholm Cyclo Cross, Stockholm                                     | C2     | Tobias Johannessen        |                                 |
| 21   | Coupe du monde de cyclo-cross juniors #1, Berne                      | CJ     | Witse Meeussen            |                                 |
| 21   | Coupe du monde de cyclo-cross espoirs #1, Berne                      | CU     | Eli Iserbyt               | Marlux-Bingoal                  |
| 21   | Coupe du monde de cyclo-cross #3, Berne                              | CDM    | Mathieu van der Poel      | Corendon-Circus                 |
| 21   | Tage des Querfeldeinsports, Ternitz                                  | C2     | Braam Merlier             | Creafin-Tüv Süd                 |
| 23   | Nacht van Woerden, Woerden                                           | C2     | Lars van der Haar         | Telenet-Fidea Lions             |
| 27   | Ziklokross Laudio, Llodio                                            | C1     | Felipe Orts               | Delikia-Ginestar                |
| 27   | HPCX #1, Jamesburg                                                   | C2     | Justin Lindine            | Hyperthreads/apex Pro Cycling   |
| 27   | Toi Toi Cup #4, Slaný                                                | C2     | Jim Aernouts              | Telenet-Fidea Lions             |
| 27   | Cincinnati Cross @ Devou Park, Covington                             | C1     | Gage Hecht                |                                 |
| 27   | Grand Prix de Neerpelt, Neerpelt                                     | C2     | Laurens Sweeck            | Pauwels Sauzen-Vastgoedservice  |
| 28   | Munich Supercross, Munich                                            | C2     | Marcel Meisen             | Corendon-Circus                 |
| 28   | HPCX #2, Jamesburg                                                   | C2     | Justin Lindine            | Hyperthreads/apex Pro Cycling   |
| 28   | Superprestige juniors #3, Ruddervoorde                               | CJ     | Witse Meeussen            |                                 |
| 28   | Superprestige #3, Ruddervoorde                                       | C1     | Mathieu van der Poel      | Corendon-Circus                 |
| 28   | Sagae Round Tohoku CX Series, Sagae                                  | C2     | Hikaru Kosaka             |                                 |
| 28   | Cincinnati Cross @ Carter Park, Kings Mills                          | C2     | Kerry Werner              | Kona                            |
| 28   | National Trophy Series #2, Irvine                                    | C2     | Ian Field                 | Neon Velo CT                    |
| 28   | Cyclocross de Jablines, Jablines                                     | C2     | Francis Mourey            | S1neo Connect                   |
| 28   | Internationales Radquer Steinmaur, Steinmaur                         | C2     | Sascha Weber              |                                 |
| 28   | Elorrioko Basqueland Ziklokrosa, Elorrio                             | C1     | Vincent Baestaens         | Tremelo                         |
| 28   | Grand-Prix de la Commune de Contern, Contern                         | C2     | Corné van Kessel          | Telenet-Fidea Lions             |
| 28   | Grand Prix Trnava, Trnava                                            | C2     | Tomáš Paprstka            | Expres CZ - Scott Team Kolín    |

### Novembre
| Date | Course                                                                     | Classe | Vainqueur            | Équipe                         |
| ---- | -------------------------------------------------------------------------- | ------ | -------------------- | ------------------------------ |
| 1    | Trophée des AP Assurances juniors #1, Oudenaarde                           | CJ     | Yorben Lauryssen     |                                |
| 1    | Trophée des AP Assurances espoirs #1, Oudenaarde                           | CU     | Thymen Arensman      |                                |
| 1    | Trophée des AP Assurances #1, Oudenaarde                                   | C1     | Toon Aerts           | Telenet-Fidea Lions            |
| 3    | Silver Goose Cyclocross Festival, Midland                                  | C2     | Gage Hecht           |                                |
| 3    | Ciclocross Manlleu, Manlleu                                                | C2     | Vincent Baestaens    | Tremelo                        |
| 3    | Really Rad Festival of Cyclocross #1, Falmouth                             | C2     | Justin Lindine       | Hyperthreads/apex Pro Cycling  |
| 3-4  | Championnats d'Europe de cyclo-cross juniors, Rosmalen                     | CJ     | Pim Ronhaar          |                                |
| 3-4  | Championnats d'Europe de cyclo-cross espoirs, Rosmalen                     | CU     | Thomas Pidcock       | TP Racing                      |
| 3-4  | Championnats d'Europe de cyclo-cross, Rosmalen                             | CC     | Mathieu van der Poel | Corendon-Circus                |
| 3-4  | Championnats panaméricains de cyclo-cross juniors, Midland                 | CJ     | Magnus Sheffield     |                                |
| 3-4  | Championnats panaméricains de cyclo-cross espoirs, Midland                 | CU     | Gage Hecht           |                                |
| 3-4  | Championnats panaméricains de cyclo-cross, Midland                         | CC     | Curtis White         | Cannondale-Cyclocrossworld.com |
| 4    | Gran Premi Internacional ciutat de Vic, Vic                                | C2     | Felipe Orts          | Delikia-Ginestar               |
| 4    | Really Rad Festival of Cyclocross #2, Falmouth                             | C2     | Scott Smith          |                                |
| 10   | Starlight-cross, Chiba                                                     | C2     | Anthony Clark        | Squidbikes                     |
| 10   | Toi Toi Cup #5, Kolín                                                      | C1     | Diether Sweeck       | Pauwels Sauzen-Vastgoedservice |
| 10   | The Northampton International #1, Northampton                              | C2     | Curtis White         | Cannondale-Cyclocrossworld.com |
| 10   | Trophée des AP Assurances juniors #2, Niel                                 | CJ     | Dante Coremans       |                                |
| 10   | Trophée des AP Assurances espoirs #2, Niel                                 | CU     | Ben Turner           | Corendon-Circus                |
| 10   | Trophée des AP Assurances #2, Niel                                         | C1     | Mathieu van der Poel | Corendon-Circus                |
| 11   | Coupe de France de cyclo-cross juniors #2, Pierric                         | CJ     | Brice Dujardin       |                                |
| 11   | Coupe de France de cyclo-cross espoirs #2, Pierric                         | CU     | Antoine Benoist      | Team Chazal Canyon             |
| 11   | Coupe de France de cyclo-cross #2, Pierric                                 | C2     | Francis Mourey       | S1neo Connect                  |
| 11   | The Northampton International #2, Northampton                              | C2     | Curtis White         | Cannondale-Cyclocrossworld.com |
| 11   | XXVI Cyclo-cross de Karrantza, Karrantza                                   | C2     | Ismael Esteban       | Delikia - Ginestar             |
| 11   | Flückiger Cross Madiswil, Madiswil                                         | C2     | Sascha Weber         |                                |
| 11   | Superprestige juniors #4, Gavere                                           | CJ     | Ryan Cortjens        |                                |
| 11   | Superprestige #4, Gavere                                                   | C1     | Mathieu van der Poel | Corendon-Circus                |
| 11   | National Trophy Series #3, Crawley                                         | C2     | Thomas Joseph        | Marlux-Bingoal                 |
| 11   | PTBOCX - Lift Lock Cross, Peterborough                                     | C2     | Gunnar Holmgren      |                                |
| 11   | Grand Prix Košice, Košice                                                  | C2     | Nicolas Samparisi    | KTM Alchemist                  |
| 17   | Supercross #1, Suffern                                                     | C2     | Curtis White         | Cannondale-Cyclocrossworld.com |
| 17   | Major Taylor Cross Cup #1, Indianapolis                                    | C2     | Andrew Dillman       |                                |
| 17   | Coupe du monde de cyclo-cross juniors #2, Tábor                            | CJ     | Witse Meeussen       |                                |
| 17   | Coupe du monde de cyclo-cross espoirs #2, Tábor                            | CU     | Thomas Pidcock       | TP Racing                      |
| 17   | Coupe du monde de cyclo-cross #4, Tábor                                    | CDM    | Mathieu van der Poel | Corendon-Circus                |
| 17   | Rapha Supercross Nobeyama #1, Minamimaki                                   | C2     | Anthony Clark        | Squidbikes                     |
| 18   | Supercross #2, Suffern                                                     | C2     | Curtis White         | Cannondale-Cyclocrossworld.com |
| 18   | Major Taylor Cross Cup #2, Indianapolis                                    | C2     | Eric Brunner         | Full Cycle                     |
| 18   | Rapha Supercross Nobeyama #2, Minamimaki                                   | C2     | Kohei Maeda          |                                |
| 18   | Gran Premi Les Franqueses #2, Les Franqueses del Vallès                    | C2     | Jofre Cullell Estape | Megamo                         |
| 18   | EKZ CrossTour #3, Hittnau                                                  | C1     | David van der Poel   | Corendon-Circus                |
| 18   | Trophée des AP Assurances juniors #3, Hamme                                | CJ     | Thibau Nys           |                                |
| 18   | Trophée des AP Assurances espoirs #3, Hamme                                | CU     | Timo Kielich         | Steylaerts-777                 |
| 18   | Trophée des AP Assurances #3, Hamme                                        | C1     | Mathieu van der Poel | Corendon-Circus                |
| 24   | Grand Prix Topoľčianky, Topoľčianky                                        | C2     | Seppe Rombouts       | Creafin-Tüv Süd                |
| 24   | Ambiancecross, Wachtebeke                                                  | C2     | Mathieu van der Poel | Corendon-Circus                |
| 25   | International Cyclocross Selle SMP -10° Trof.Cop.ed.Brugherio82, Brugherio | C2     | Nicolas Samparisi    | KTM Alchemist Racing Team      |
| 25   | Coupe du monde de cyclo-cross juniors #3, Coxyde                           | CJ     | Pim Ronhaar          |                                |
| 25   | Coupe du monde de cyclo-cross espoirs #3, Coxyde                           | CU     | Thomas Pidcock       | TP Racing                      |
| 25   | Coupe du monde de cyclo-cross #5, Coxyde                                   | CDM    | Mathieu van der Poel | Corendon-Circus                |
| 25   | National Trophy Series #4, York                                            | C2     | Gianni Siebens       |                                |
| 25   | KANSAI Cyclo Cross Makino Round, Takashima                                 | C2     | Anthony Clark        | Squidbikes                     |

### Décembre
| Date | Course                                                   | Classe | Vainqueur            | Équipe                             |
| ---- | -------------------------------------------------------- | ------ | -------------------- | ---------------------------------- |
| 1    | SOUDAL Classics Hasselt, Hasselt                         | C2     | Kevin Pauwels        | Marlux-Bingoal                     |
| 1    | NBX Gran Prix of Cross #1, Warwick                       | C1     | Stephen Hyde         | Cannondale p/b CyclocrossWorld     |
| 1    | Abadiñoko udala saria, Abadiano                          | C2     | Felipe Orts          | Delikia-Ginestar                   |
| 1    | Resolution Cross Cup #1, Garland                         | C2     | Gage Hecht           |                                    |
| 2    | Resolution Cross Cup #2, Garland                         | C2     | Gage Hecht           |                                    |
| 2    | Trofeo San Andrés, Ametzaga de Zuia                      | C2     | Felipe Orts          | Delikia-Ginestar                   |
| 2    | Radcross Grandprix, Bensheim                             | C2     | Marcel Meisen        | Corendon-Circus                    |
| 2    | NBX Gran Prix of Cross #2, Warwick                       | C2     | Stephen Hyde         | Cannondale p/b CyclocrossWorld     |
| 2    | Zilvermeercross, Mol                                     | C2     | Corné van Kessel     | Telenet-Fidea Lions                |
| 8    | Ciclocross del Ponte, Trévise                            | C2     | Vincent Baestaens    | Tremelo                            |
| 8    | North Carolina Grand Prix #1, Hendersonville             | C2     | Kerry Werner         | Kona                               |
| 8    | Ruts N Guts #1, Broken Arrow                             | C1     | Gage Hecht           |                                    |
| 8    | Toi Toi Cup #6, Jabkenice                                | C2     | Tomáš Paprstka       | Expres CZ - Scott Team Kolín       |
| 8    | Troyes Cyclocross International, Troyes                  | C2     | Lucas Dubau          |                                    |
| 8    | Brico Cross GP Rouwmoer, Essen                           | C1     | Laurens Sweeck       | Pauwels Sauzen-Vastgoedservice     |
| 9    | North Carolina Grand Prix #2, Hendersonville             | C2     | Annulée              | Annulée                            |
| 9    | Gran Premio Luzinis, Gorizia                             | C2     | Gioele Bertolini     | Selle Italia Guerciotti Elite      |
| 9    | Ruts N Guts #2, Broken Arrow                             | C2     | Gage Hecht           |                                    |
| 9    | Druivencross, Overijse                                   | C1     | Toon Aerts           | Telenet-Fidea Lions                |
| 9    | National Trophy Series #5, Ipswich                       | C2     | Braam Merlier        | Creafin - Tüv Süd                  |
| 9    | EKZ CrossTour #4, Eschenbach                             | C1     | Lars Forster         |                                    |
| 15   | Utsunomiya cyclo cross #1, Utsunomiya                    | C2     | Steve Chainel        | Team Chazal Canyon                 |
| 15   | Trophée des AP Assurances juniors #5, Anvers             | CJ     | Lars Boven           |                                    |
| 15   | Trophée des AP Assurances espoirs #5, Anvers             | CU     | Niels Vandeputte     | Corendon-Circus                    |
| 15   | Trophée des AP Assurances #5, Anvers                     | C1     | Mathieu van der Poel | Corendon-Circus                    |
| 15   | Ciclo-cross Ciudad de Xativa, Xativa                     | C2     | Ismael Esteban       | Delikia - Ginestar                 |
| 15   | Toi Toi Cup #7, Mladá Boleslav                           | C1     | Diether Sweeck       | Pauwels Sauzen-Vastgoedservice     |
| 16   | Ciclo-Cross Internacional Ciudad de Valencia, Valence    | C2     | Annulée              | Annulée                            |
| 16   | Int. Radquerfeldein GP Lambach/Stadl-Paura, Stadl-Paura  | C2     | Lander Loockx        | Creafin - Tüv Süd                  |
| 16   | Gran Premio Città di Vittorio Veneto, Vittorio Veneto    | C2     | Stefano Sala         | Selle Italia-Guerciotti            |
| 16   | Utsunomiya cyclo cross #2, Utsunomiya                    | C2     | Felipe Orts          | Delikia-Ginestar                   |
| 16   | Superprestige juniors #5, Zonhoven                       | C1     | Ryan Cortjens        |                                    |
| 16   | Superprestige #5, Zonhoven                               | C1     | Mathieu van der Poel | Corendon-Circus                    |
| 22   | SOUDAL Classics - Waaslandcross, Sint-Niklaas            | C2     | Mathieu van der Poel | Corendon-Circus                    |
| 23   | Coupe du monde de cyclo-cross juniors #4, Namur          | CDM    | Ryan Cortjens        |                                    |
| 23   | Coupe du monde de cyclo-cross espoirs #4, Namur          | CDM    | Thomas Pidcock       | TP Racing                          |
| 23   | Coupe du monde de cyclo-cross #6, Namur                  | CDM    | Mathieu van der Poel | Corendon-Circus                    |
| 26   | Pfaffnau GP Luzern, Pfaffnau                             | C2     | Gioele Bertolini     | Team Selle Italia Guerciotti Elite |
| 26   | Coupe du monde de cyclo-cross juniors #5, Heusden-Zolder | CDM    | Ryan Cortjens        |                                    |
| 26   | Coupe du monde de cyclo-cross espoirs #5, Heusden-Zolder | CDM    | Eli Iserbyt          | Marlux-Bingoal                     |
| 26   | Coupe du monde de cyclo-cross #7, Heusden-Zolder         | CDM    | Mathieu van der Poel | Corendon-Circus                    |
| 28   | Trophée des AP Assurances juniors #5, Loenhout           | CJ     | Ryan Cortjens        |                                    |
| 28   | Trophée des AP Assurances espoirs #5, Loenhout           | CU     | Ben Turner           | Corendon-Circus                    |
| 28   | Trophée des AP Assurances #5, Loenhout                   | C1     | Mathieu van der Poel | Corendon-Circus                    |
| 29   | Brico Cross Bredene, Bredene                             | C2     | Wout van Aert        | Cibel-Cebon Offroad                |
| 30   | Coupe de France de cyclo-cross juniors #3, Flamanville   | CJ     | Théo Thomas          | La Pédale d'Alsace                 |
| 30   | Coupe de France de cyclo-cross espoirs #3, Flamanville   | CU     | Antoine Benoist      | Team Chazal Canyon                 |
| 30   | Coupe de France de cyclo-cross #3, Flamanville           | C2     | Francis Mourey       | S1neo Connect                      |
| 30   | Superprestige juniors #6, Diegem                         | CJ     | Witse Meeussen       |                                    |
| 30   | Superprestige #6, Diegem                                 | C1     | Mathieu van der Poel | Corendon-Circus                    |

### Janvier
| Date | Course                                                 | Classe | Vainqueur            | Équipe              |
| ---- | ------------------------------------------------------ | ------ | -------------------- | ------------------- |
| 1    | Trophée des AP Assurances juniors #6, Baal             | CJ     | Thibau Nys           |                     |
| 1    | Trophée des AP Assurances espoirs #6, Baal             | CU     | Ben Turner           | Corendon-Circus     |
| 1    | Trophée des AP Assurances #6, Baal                     | C1     | Mathieu van der Poel | Corendon-Circus     |
| 1    | Grand-Prix Garage Collé, Pétange                       | C2     | Marcel Meisen        | Corendon-Circus     |
| 2    | EKZ CrossTour #5, Meilen                               | C1     | Marcel Meisen        | Corendon-Circus     |
| 5    | Cyclo Cross Gullegem, Gullegem                         | C2     | Mathieu van der Poel | Corendon-Circus     |
| 6    | National Trophy Series #6, Shrewsbury                  | C2     | Gosse van der Meer   | Bombtrack Bicycles  |
| 6    | Cyclo-cross de La Mézière, La Mézière                  | C1     | Wout van Aert        | Cibel-Cebon Offroad |
| 6    | Trophée des AP Assurances juniors #7, Bruxelles        | CJ     | Ryan Cortjens        |                     |
| 6    | Trophée des AP Assurances espoirs #7, Bruxelles        | CU     | Lander Loockx        | Creafin - Tüv Süd   |
| 6    | Trophée des AP Assurances #7, Bruxelles                | C1     | Mathieu van der Poel | Corendon-Circus     |
| 14   | Cyclocross Otegem, Otegem                              | C2     | Mathieu van der Poel | Corendon-Circus     |
| 20   | ZAO-sama Cup Tohoku CX Series, Zaō                     | C2     | Hikaru Kosaka        |                     |
| 20   | Coupe du monde de cyclo-cross juniors #8, Pont-Château | CJ     | Thibau Nys           |                     |
| 20   | Coupe du monde de cyclo-cross espoirs #8, Pont-Château | CU     | Thomas Pidcock       | TP Racing           |
| 20   | Coupe du monde de cyclo-cross #8, Pont-Château         | CDM    | Wout van Aert        | Cibel-Cebon Offroad |
| 20   | Grand Prix Möbel Alvisse, Leudelange                   | C2     | Sascha Weber         |                     |
| 26   | International Cyclocross Rucphen, Rucphen              | C2     | Lars van der Haar    | Telenet-Fidea Lions |
| 26   | Kasteelcross Zonnebeke, Zonnebeke                      | C2     | Kevin Pauwels        | Marlux-Bingoal      |
| 27   | Coupe du monde de cyclo-cross juniors #9, Hoogerheide  | CJ     | Witse Meeussen       |                     |
| 27   | Coupe du monde de cyclo-cross espoirs #9, Hoogerheide  | CU     | Eli Iserbyt          | Marlux-Bingoal      |
| 27   | Coupe du monde de cyclo-cross #9, Hoogerheide          | CDM    | Mathieu van der Poel | Corendon-Circus     |

### Février
| Date | Course                                                | Classe | Vainqueur            | Équipe              |
| ---- | ----------------------------------------------------- | ------ | -------------------- | ------------------- |
| 2    | Championnats du monde de cyclo-cross juniors, Bogense | CM     | Ben Tulett           |                     |
| 3    | Championnats du monde de cyclo-cross espoirs, Bogense | CM     | Thomas Pidcock       | TP Racing           |
| 3    | Championnats du monde de cyclo-cross, Bogense         | CM     | Mathieu van der Poel | Corendon-Circus     |
| 6    | Brico Cross Parkcross Maldegem, Maldegem              | C2     | Mathieu van der Poel | Corendon-Circus     |
| 9    | Trophée des AP Assurances juniors #8, Lille           | CJ     | Thibau Nys           |                     |
| 9    | Trophée des AP Assurances espoirs #8, Lille           | CU     | Thomas Pidcock       | TP Racing           |
| 9    | Trophée des AP Assurances #8, Lille                   | C1     | Mathieu van der Poel | Corendon-Circus     |
| 10   | Superprestige juniors #7, Hoogstraten                 | CJ     | Thibau Nys           |                     |
| 10   | Superprestige #7, Hoogstraten                         | C1     | Mathieu van der Poel | Corendon-Circus     |
| 16   | Superprestige juniors #8, Middelkerke                 | CJ     | Witse Meeussen       |                     |
| 16   | Superprestige #8, Middelkerke                         | C1     | Mathieu van der Poel | Corendon-Circus     |
| 17   | Brico Cross Vestingcross, Hulst                       | C2     | Mathieu van der Poel | Corendon-Circus     |
| 23   | SOUDAL Classics - Leuven, Louvain                     | C1     | Toon Aerts           | Telenet-Fidea Lions |
| 24   | Internationale Sluitingsprijs, Oostmalle              | C1     | Kevin Pauwels        | Marlux-Bingoal      |

## Championnats nationaux (CN)
| Nation             | Date             | Élites                     | Moins de 23 ans       | Juniors             |
| ------------------ | ---------------- | -------------------------- | --------------------- | ------------------- |
| Allemagne          | 13 janvier 2019  | Marcel Meisen              | Luca Bockelmann       | Tom Lindner         |
| Australie          | 11 août 2018     | Chris Jongewaard           | Ben Walkerden         | Piper Albrecht      |
| Autriche           | 13 janvier 2019  | Gregor Raggl               |                       | Stefan Kovar        |
| Belgique           | 13 janvier 2019  | Toon Aerts                 | Timo Kielich          | Ryan Cortjens       |
| Canada             | 10 novembre 2018 | Michael van den Ham        | Gunnar Holmgren       | Carter Woods        |
| Chili              | 5 août 2018      | Rodrigo Salazar            |                       |                     |
| Croatie            | 13 janvier 2019  | Matija Meštrić             |                       | Stjepan Hunjak      |
| Danemark           | 13 janvier 2019  | Sebastian Fini Carstensen  | Andreas Lund Andresen | Joshua Amos Gudnitz |
| Espagne            | 13 janvier 2019  | Felipe Orts                | Iván Feijoo           | Carlos Canal        |
| Estonie            | 13 octobre 2018  | Martin Loo                 |                       |                     |
| États-Unis         | 16 décembre 2018 | Stephen Hyde               | Spencer Petrov        | Alex Morton         |
| France             | 13 janvier 2019  | Clément Venturini          | Antoine Benoist       | Antoine Huby        |
| Grande-Bretagne    | 13 janvier 2019  | Thomas Pidcock             |                       | Ben Tulett          |
| Hongrie            | 13 janvier 2019  | Balász Vas                 |                       | Bendegúz Lorincz    |
| Irlande            | 13 janvier 2019  | David Conroy               |                       | Adam McGarr         |
| Islande            | 27 octobre 2018  | Ingvar Ómarsson            |                       |                     |
| Italie             | 13 janvier 2019  | Gioele Bertolini           | Jakob Dorigoni        | Samuele Leone       |
| Japon              | 9 décembre 2018  | Kohei Maeda                | Koutarou Murakami     | Daiki Kojima        |
| Lituanie           | 14 octobre 2018  | Domas Manikas              |                       | Arminas Bagdonas    |
| Luxembourg         | 13 janvier 2019  | Vincent Dias dos Santos    | Nicolas Kess          | Loic Bettendorff    |
| Norvège            | 18 novembre 2018 | Tobias Halland Johannessen |                       | Vegard Stokke       |
| Pays-Bas           | 13 janvier 2019  | Mathieu van der Poel       | Ryan Kamp             | Pim Ronhaar         |
| Pologne            | 13 janvier 2019  | Marek Konwa                | Wojciech Ceniuch      | Piotr Krynski       |
| Portugal           | 13 janvier 2019  | Márcio Barbosa             | Bruno Silva           | Diogo Neves         |
| République tchèque | 12 janvier 2019  | Michael Boroš              |                       | Jan Zatloukal       |
| Roumanie           | 22 décembre 2018 | Eduard-Michael Grosu       |                       | Patrick Pescaru     |
| Slovaquie          | 2 décembre 2018  | Ondrej Glajza              |                       | Jakub Jencus        |
| Suède              | 12 janvier 2019  | David Eriksson             | Emil Lindgren         | Oscar Lind          |
| Suisse             | 13 janvier 2019  | Timon Rüegg                | Loris Rouiller        | Lars Sommer         |

## Nombres de victoires

### Par coureur
| #  | Coureur              | Équipe                         | Vict | CDM | SP | DVV |
| -- | -------------------- | ------------------------------ | ---- | --- | -- | --- |
| 1  | Mathieu van der Poel | Corendon-Circus                | 32   | 6   | 8  | 7   |
| 2  | Kerry Werner         | Kona                           | 8    |     |    |     |
| -  | Gage Hecht           |                                | 8    |     |    |     |
| 4  | Curtis White         | Cannondale p/b CyclocrossWorld | 7    |     |    |     |
| -  | Felipe Orts          | Delikia-Ginestar               | 7    |     |    |     |
| 6  | Toon Aerts           | Telenet-Fidea Lions            | 6    | 2   |    | 1   |
| -  | Marcel Meisen        | Corendon-Circus                | 6    |     |    |     |
| 8  | Stephen Hyde         | Cannondale p/b CyclocrossWorld | 5    |     |    |     |
| -  | Vincent Baestaens    | Tremelo                        | 5    |     |    |     |
| 10 | Wout van Aert        | Cibel-Cebon Offroad            | 4    | 1   |    |     |
| -  | David van der Poel   | Corendon-Circus                | 4    |     |    |     |
| -  | Anthony Clark        | Squidbikes                     | 4    |     |    |     |
| -  | Braam Merlier        | Creafin-Tüv Süd                | 4    |     |    |     |
| -  | Francis Mourey       | S1neo Connect                  | 4    |     |    |     |

### Compétitions
- Coupe du monde de cyclo-cross 2018-2019
- Superprestige 2018-2019
- Trophée des AP Assurances/IJsboerke Ladies Trophy 2018-2019
- Coupe de France de cyclo-cross 2018
- Toi Toi Cup 2018-2019
- EKZ CrossTour 2018-2019
- National Trophy Series 2018-2019
- Coupe d'Espagne de cyclo-cross 2018
- Championnats du monde de cyclo-cross 2019